# Сазоново (Чагодощенский район)
Сазо́ново — рабочий посёлок в Чагодощенском районе Вологодской области России.
Население — 2680 чел. (2023).
Распоряжением Правительства РФ от 29 июля 2014 года № 1398-р «Об утверждении перечня моногородов» муниципальное образование включено в категорию «Монопрофильные муниципальные образования Российской Федерации (моногорода) с наиболее сложным социально-экономическим положением».

## Общие сведения
Расстояние до административного центра 12 км. Расстояние от центра посёлка до ближайшей железнодорожной станции 2 км.
Расположен на реке Песь (бассейн Волги), на западе области, у железнодорожной станции Огарёво на линии Кабожа — Подборовье.
Образует городское поселение «Посёлок Сазоново». Код ОКТМО — 19 654 162. Руководитель администрации городского поселения —  Налимова Екатерина Геннадьевна.
Включён в перечень монопрофильных муниципальных образований Российской Федерации (моногородов) в категорию муниципальных образований с наиболее сложным социально-экономическим положением (в том числе во взаимосвязи с проблемами функционирования градообразующих организаций).

## История
История посёлка тесно связана с функционированием стекольного завода, построенного в 1860 году помещиком Н. А. Бакуниным рядом с деревней Белые Кресты и усадьбой Покровское. Завод несколько раз менял владельцев, с 1893 года им владел граф Михаил Павлович Толстой; специализировался в основном на производстве бутылок. Усадьба Покровское после смерти графа Михаила Павловича Толстого перешла к его сыну — графу Виктору Михайловичу Толстому (1888—1944).
В 20-30 годах XX века поселок стал активно застраиваться. Жилищное строительство велось в основном вдоль реки Песь и постепенно пос. Покровское и Белые Кресты срослись в единый рабочий поселок. С 1923 года завод и поселок носит имя Дениса Андреевича Сазонова, который с 8 лет работал на заводе и погиб на своем посту в 1922 году. С 1926 года район стал называться Верхнечагодощенским, а позднее Чагодощенским с административным центром в поселке Сазоново. В 1963 году Чагодощенский район был объединен с Устюженским с центром в г. Устюжна, затем в процессе повторного административного деления Вологодской области в 1965 году Чагодощенский район снова стал административной единицей с районным центром в пос. Чагода.

## Население
| 1959  | 1970  | 1979  | 1989  | 2002  | 2009  | 2010  |
| ----- | ----- | ----- | ----- | ----- | ----- | ----- |
| 3975  | ↗4140 | ↘4129 | ↗4377 | ↘3578 | ↘3330 | ↘3223 |
| 2011  | 2012  | 2013  | 2014  | 2015  | 2016  | 2017  |
| ↘3217 | ↗3254 | ↘3132 | ↘3075 | ↘3011 | ↘2968 | ↘2918 |
| 2018  | 2019  | 2020  | 2021  | 2023  |       |       |
| ↘2856 | ↘2788 | ↘2749 | ↘2710 | ↘2680 |       |       |

## Образование
В посёлке работает детский сад, Сазоновская средняя школа, детская школа искусств. Также есть среднее специальное учебное заведение — филиал Устюженского политехнического техникума. Основное направление — подготовка квалифицированных рабочих по по профессии: «Водитель автомобиля, машинист сельскохозяйственного производства».   

## Культура
- Дом культуры [28]
- Детская библиотека [29]
- Поселковая библиотека [30]

## Здравоохранение
- Сазоновская поликлиника [31]
- Отделение скорой помощи [32]

## Почётные граждане
- Арбузов Геннадий Михайлович
- Сорокина Екатерина Васильевна

## Экономика

Городское поселение на карте района

Основное предприятие — стекольный завод «Русджам-Покровский» (выпускает стеклотару, принадлежит турецкой компании «Шишеджам»). На заводе работает самая крупная стекловаренная печь России (по данным предприятия ). Также работают известковый, маслодельный, хлебокондитерский заводы.
Ранее в посёлке действовала узкоколейная железная дорога торфопредприятия «Дедово Поле», по которой на стекольный завод доставлялся торф. Кроме того, топливный торф перегружался на станции Огарёво в вагоны широкой колеи. По узкоколейной железной дороге было пассажирское движение — пассажирские поезда курсировали от Сазоново до посёлка торфодобытчиков Борисово (Дедово Поле).

## Достопримечательности
Посёлок богат древними захоронениями, курганами. Уникальные находки — монеты, украшения из серебра и стекла, полученные при раскопках в 1874 году курганов XI в. У погоста Белые Кресты, в настоящее время хранятся в Национальном музее Финляндии в г. Хельсинки и Устюженском краеведческом музее.

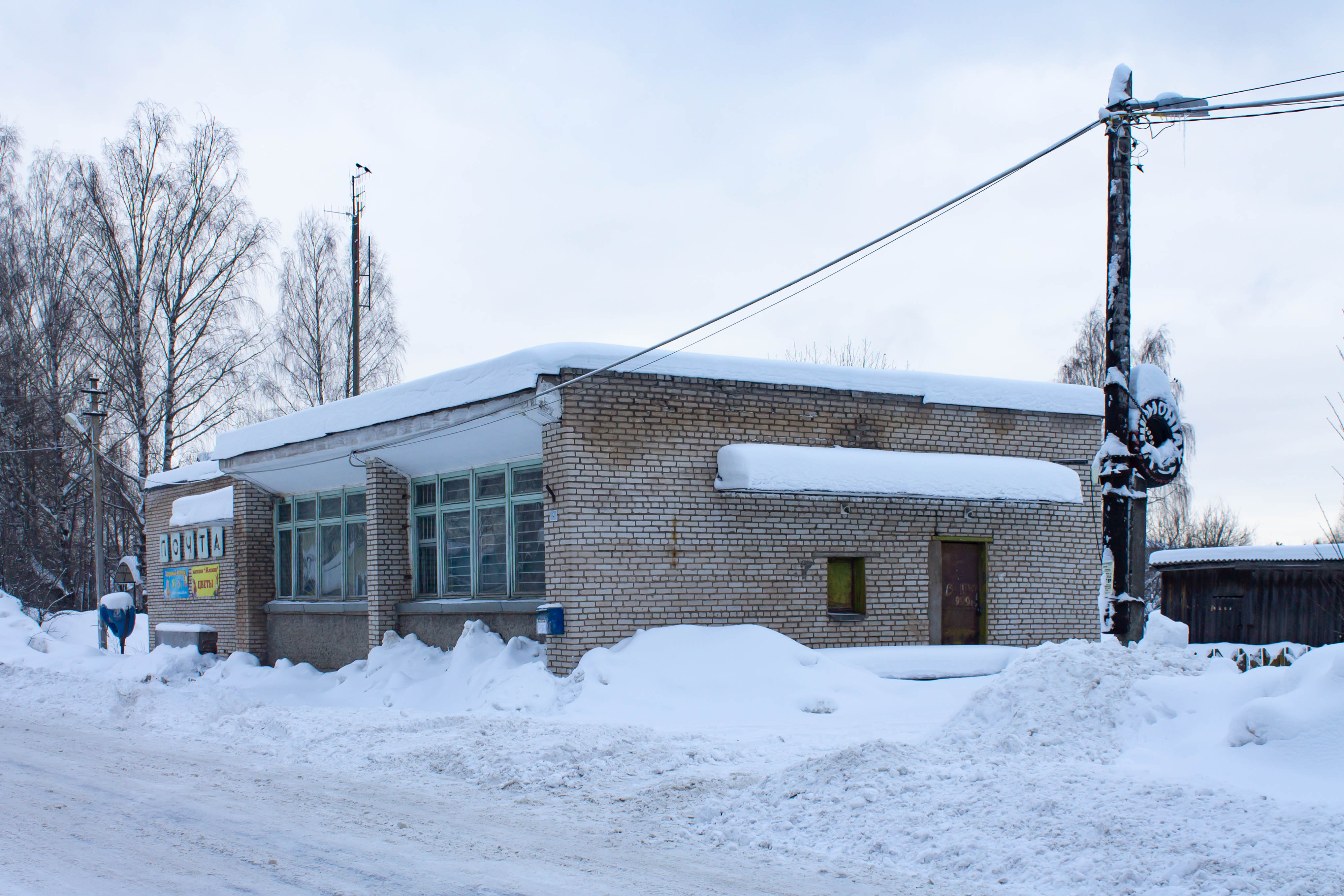
Почтовое отделение

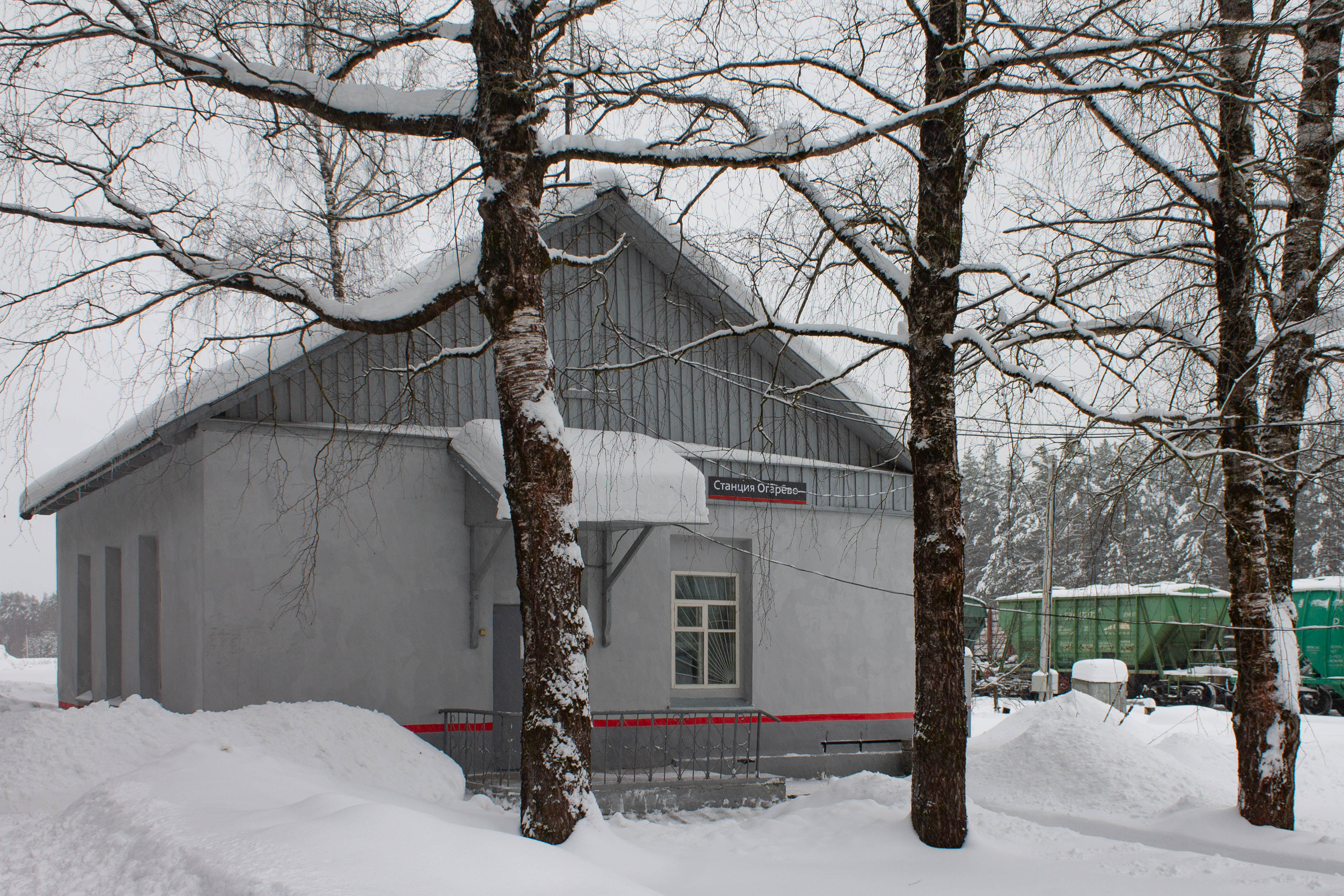
Железнодорожная станция Огарёво

Мемориал «Павшим за Родину», Стела Памяти, Братская могила советских лётчиков, Пильнецкий аэродром, мемориальная доска памяти героя Советского союза Ларионова Георгия Петровича. Храм Покрова Пресвятой Богородицы, сохранились остатки усадьбы графа В. М. Толстого. Арт-объект «Аисты», «Вкусные ворота Вологодчины», «Стеклодув».